# Acetil-CoA C-miristoiltransferasi
La acetil-CoA C-miristoiltransferasi è un enzima appartenente alla classe delle transferasi, che catalizza la seguente reazione:
miristoil-CoA + acetil-CoA ⇄ 3-ossopalmitoil-CoA + CoA
È un enzima perossisomale coinvolto nella β-ossidazione della catena ramificata degli acidi grassi nei perossisomi. È differente dalla numero EC 2.3.1.154 (propionil-CoA C2-trimetiltridecanoiltransferasi) nel fatto che non è attiva con il 3-ossopristanoil-CoA.